# Vale de Mendiz
Vale de Mendiz é uma povoação portuguesa do Município de Alijó que foi sede da extinta Freguesia de Vale de Mendiz, freguesia que tinha 5,59 km² de área e 249 habitantes (2011), e, por isso, uma densidade populacional de 44,5 hab/km².
A Freguesia de Vale de Mendiz foi extinta (agregada) em 2013, no âmbito de uma reforma administrativa nacional, tendo sido agregada às Freguesias de Casal de Loivos e Vilarinho de Cotas, para formar uma nova freguesia denominada União das Freguesias de Vale de Mendiz, Casal de Loivos e Vilarinho de Cotas.

## População
| Número de habitantes | Número de habitantes | Número de habitantes | Número de habitantes | Número de habitantes | Número de habitantes | Número de habitantes | Número de habitantes | Número de habitantes | Número de habitantes | Número de habitantes | Número de habitantes | Número de habitantes | Número de habitantes | Número de habitantes |
| -------------------- | -------------------- | -------------------- | -------------------- | -------------------- | -------------------- | -------------------- | -------------------- | -------------------- | -------------------- | -------------------- | -------------------- | -------------------- | -------------------- | -------------------- |
| 1864                 | 1878                 | 1890                 | 1900                 | 1911                 | 1920                 | 1930                 | 1940                 | 1950                 | 1960                 | 1970                 | 1981                 | 1991                 | 2001                 | 2011                 |
| 558                  | 472                  | 303                  | 327                  | 264                  | 354                  | 382                  | 467                  | 447                  | 427                  | 315                  | 434                  | 409                  | 311                  | 249                  |

(Obs.: Número de habitantes "residentes", ou seja, que tinham a residência oficial neste concelho à data em que os censos  se realizaram.)
| Distribuição da População por Grupos Etários em 2001 e 2011 | Distribuição da População por Grupos Etários em 2001 e 2011 | Distribuição da População por Grupos Etários em 2001 e 2011 | Distribuição da População por Grupos Etários em 2001 e 2011 | Distribuição da População por Grupos Etários em 2001 e 2011 | Distribuição da População por Grupos Etários em 2001 e 2011 | Distribuição da População por Grupos Etários em 2001 e 2011 | Distribuição da População por Grupos Etários em 2001 e 2011 | Distribuição da População por Grupos Etários em 2001 e 2011 | Distribuição da População por Grupos Etários em 2001 e 2011 |
| ----------------------------------------------------------- | ----------------------------------------------------------- | ----------------------------------------------------------- | ----------------------------------------------------------- | ----------------------------------------------------------- | ----------------------------------------------------------- | ----------------------------------------------------------- | ----------------------------------------------------------- | ----------------------------------------------------------- | ----------------------------------------------------------- |
| Idade                                                       | 0-14                                                        | 15-24                                                       | 25-64                                                       | > 65                                                        |                                                             | 0-14                                                        | 15-24                                                       | 25-64                                                       | > 65                                                        |
| 2001                                                        | 52                                                          | 65                                                          | 140                                                         | 54                                                          |                                                             | 16,7%                                                       | 20,9%                                                       | 45,0%                                                       | 17,4%                                                       |
| 2011                                                        | 31                                                          | 30                                                          | 131                                                         | 57                                                          |                                                             | 12,4%                                                       | 12,0%                                                       | 52,6%                                                       | 22,9%                                                       |

## Património
- Marco granítico n.º 4